# 俞昌言
俞昌言（?—?），字禹聞，南直隸蘇州府吳縣人，明朝政治人物，賜特用進士出身。
崇禎十五年（1642年）壬午科賜特用出身，官宣化知縣。